# Eje turbina

Esquema de una turbina de agua en la cual se aprecia el eje, Elemento 6.

El eje turbina es la pieza principal de un componente del motor llamado turbocompresor, este eje turbina es el encargado de aprovechar la fuerza con la que salen los gases de escape del motor, dicha turbina se une mediante un eje (denominado eje turbina) a un compresor que a su vez envía presión de oxígeno a los cilindros del motor, aumentando la potencia, velocidad y rendimiento del motor.

## Funcionamiento
Este eje turbina aprovecha los gases de escape para su funcionamiento y como los gases presentan temperaturas muy elevadas en ocasiones, la turbina del eje debe estar diseñada con aleaciones especiales para soportar exigencias extremas de trabajo.
La turbina con aleaciones va unida con un eje sementado en los lugares de contacto y es ensamblado por soldadura por fricción dejando un espacio interno de aire (de aislamiento) para que las altas temperaturas de la turbina no pasen a través del eje. El eje turbina al estar unido con una rueda soplante gira a altas revoluciones de 20 000 a 120 000 rpm en plena carga.

## Mantenimiento
Este conjunto giratorio de eje elástico y masa con inercia debe ser balanceado para evitar vibraciones que puedan deteriorar el eje. Este procedimiento se realiza en una máquina balanceadora para comprobar y evitar contrapesos existentes. A su vez el eje para su operación debe recibir lubricación para evitar el roce y desgaste, dadas las revoluciones que este genera, esta lubricación debe ser de tal precisión que estabilice la rotación del eje, refrigerando y protegiendo con su viscosidad todo desgaste. Al sufrir desgaste o ralladuras se deben cambiar los muñones del eje, o el eje turbina completo por otro nuevo debido al excesivo desgaste que presenta.